# Vestric-et-Candiac
Vestric-et-Candiac è un comune francese di 1 372 abitanti situato nel dipartimento del Gard, nella regione dell'Occitania.

## Società

### Evoluzione demografica
Abitanti censiti